# Istocheta hemichaeta
Istocheta hemichaeta är en tvåvingeart som först beskrevs av Brauer och Julius Edler von Bergenstamm 1889.  Istocheta hemichaeta ingår i släktet Istocheta och familjen parasitflugor. Inga underarter finns listade i Catalogue of Life.